# وينيبيغ
وينيبيغ (بالإنجليزية: Winnipeg)‏ عاصمة وكبرى مدن مقاطعة مانيتوبا الكندية. وهي تقع بالقرب من المركز الطولي في أميركا الشمالية عند التقاء نهر اسينبوين والنهر الأحمر.
يسكن في وينيبيغ الكبرى حوالي 783 ألف نسمة مشكلين ستين بالمائة من سكان المقاطعة ومن المقدر ان يصل عدد السكان إلى مليون نسمة بحلول سنة 2033. تعد مدينة وينيبيغ الكبرى سابع أكبر مدينة في كندا.
و اتت كلمة وينيبغ والتي تعني «المياه الموحلة» من لغة كري وهي أحد لغات السكان الاصليين لكندا.
المنطقة كانت مركزاَ تجاريا للسكان الاصليين قبل قدوم المستوطنين الأوروبيين.
التجار من المستوطنين الفرنسيين بنوا أول قلعة لهم في هذه المنطقة سنة 1738 .
وقد تم التوصل في وقت لاحق مع المستوطنين في ما تعرف بتسوية سيليكرك سنة 1812 , لتأسيس النواة التي بموجبها تأسست مدينة وينيبيغ لاحقا في سنة 1873 أي بعد ست سنوات من قيام كندا.

## توأمة
لوينيبيغ اتفاقيات توأمة مع كل من:
- بئر السبع (15 مايو 1984 -)[9]
- تشنغدو (24 فبراير 1988 -)[9]
- جينجو (1 أبريل 1992 -)[9]
- لفيف (26 نوفمبر 1973 -)[9]
- مانيلا (31 ديسمبر 1979 -)[9]
- سيتاغايا (5 أكتوبر 1970 -)[9]
- ريكيافيك (7 سبتمبر 1971 -)[9]
- تاي شانغ (2 أبريل 1982 -)[9]
- كووبيو (11 يونيو 1982 -)[9]
- غان يفني
- سان نيكولاس دي لوس غارزا (23 يوليو 1999 -)[9]
- طرابنش
- منيابولس (31 يناير 1973 -)[9]

## أعلام
- جيم بيبلز
- والتر بايرون
- تشارلي غاردينر
- روبرت بينسون
- ديانا دوربين
- ألان ودمان
- آنا باكوين
- نيا فاردالوس
- تيري فوكس
- توماس هيكس